# 華士古·達伽馬大橋
瓦斯科·達伽馬大橋（葡萄牙語：Ponte Vasco da Gama）是位於葡萄牙首都里斯本跨越塔霍河的一座跨海斜拉橋，是現時葡萄牙最長的橋樑，在克里米亞大橋於2018年5月完工通車前為歐洲最長橋樑。華士古達伽馬大橋主要是為了紓緩4月25日大橋的流量而興建。

## 興建
葡萄牙政府有鑑於4月25日大橋流量會日漸增多以及繁忙時間的交通流量，因此於1991年計劃興建第二條跨越塔霍河的跨海大橋；1994年，葡萄牙政府把大橋的營運權以BOT模式批予葡、英、法國公司組成的私營財團Lusoponte。
大橋於1995年2月起動用最多3300人興建，施工18個月，於1998年2月完工。大橋最終成功趕及於1998年舉行世界博覽會前的3月29日通車。大橋為紀念葡萄牙當年著名的航海家華士古達嘉馬由歐洲經海路到達印度500週年而命名，因而命名為華士古達嘉馬大橋。
華士古達嘉馬大橋壽命估計可達120年，而且估計大橋可以承受每小時250公里（每小時155英里）的風速外，也可以抵禦芮氏規模8.7的地震，即1755年里斯本大地震的四倍強度。

## 設計

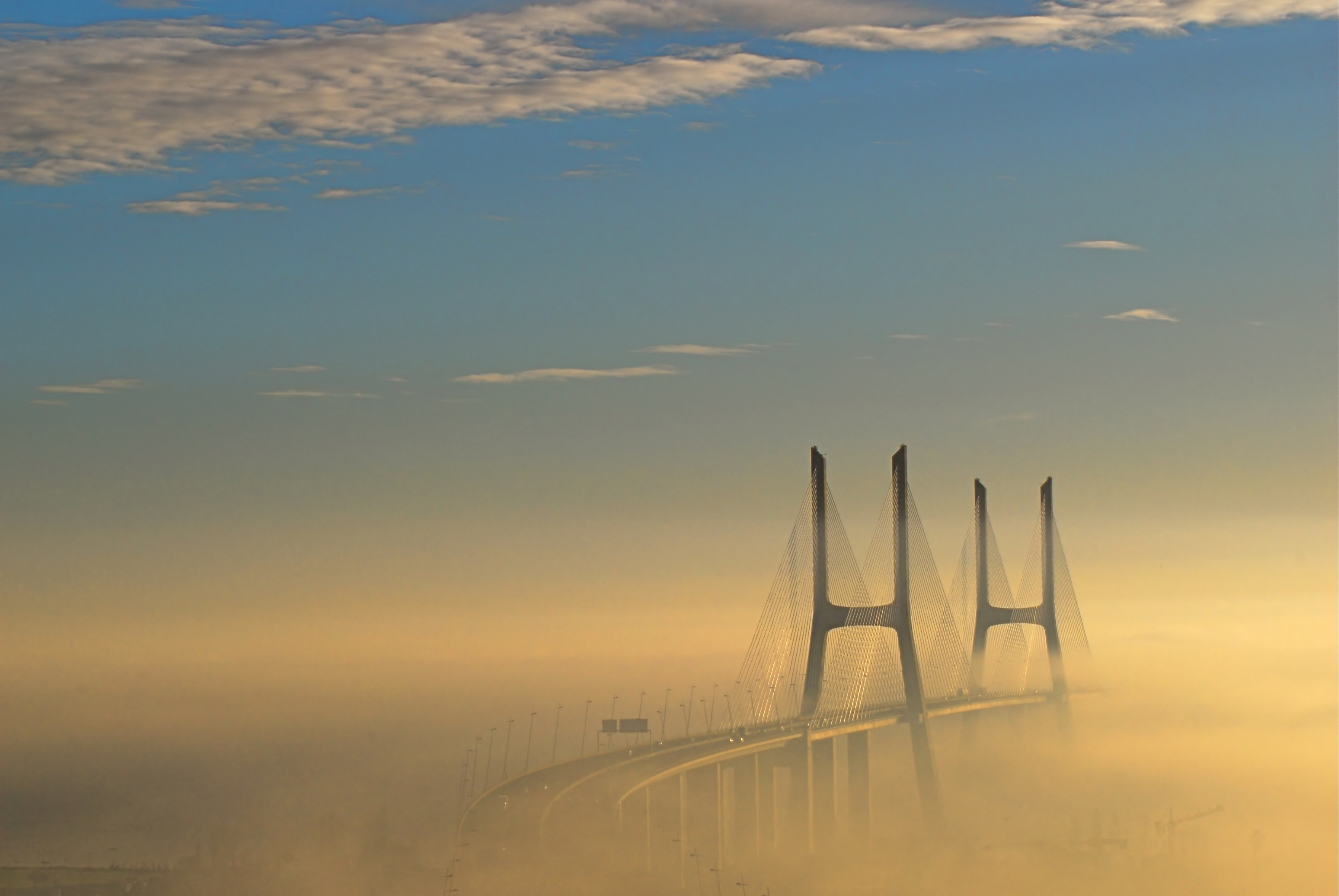
雾中的華士古達嘉馬大橋

華士古達嘉馬大橋的設計由四家公司共同設計；其設計公司分別為Kvaerner技術有限公司、EEG（Europe Etudes Gecti）、COBA（Consultores para Obras, Barragens e Planeamento）以及PROPONTE（Projectos de Pontes e Estruturas Especiais）。
華士古達嘉馬大橋分為七個部分，其組成如下：
1. 北部通道
2. 北部高架橋；488米（1,601呎）
3. 世界博覽館高架橋；672米（2,205呎）
4. 主橋；826米（1,378呎）
5. 中心高架橋；6.351米（20.84呎）
6. 南部高架橋；3.825米（12.55呎）
7. 北部通道；3.895米（12.78呎），設有12個收費站以及兩個服務區[9]

當大橋的一日行車量達到52,000輛時，大橋行車線將由六條擴為八條

## 收費
開往里斯本北部薩卡文方向的車輛徵收過橋稅，並分為四個階別，由2.35歐元至10.45歐元；而開往亞高志德方向的所有車輛均無需收費。

## 限速
華士古達嘉馬大橋有六條行車線，並限速最高每小時120公里（每小時75英里）；當遇上大風、下雨及有霧天氣時，車速將會被限制於最高每小時90公里（每小時56英里）。

## 外部連結
- 華士古達伽馬大橋專營公司Lusoponte （葡萄牙文）
- 大橋興建進度照片 （葡萄牙文）
- Lisbon (Portugal) Bridges，（英文）
- Flickr